# 以色列国防军总参谋长
以色列国防军总参谋长（羅馬化：Rosh hamateh haklali）是以色列國防軍的首席軍職。以色列国防军总参谋长也是以色列国防军中军衔最高的军官以及級別最高的指揮官。   以色列国防军总参谋长受以色列國防部領導，以色列總理根據以色列國防部部长的推薦任命以色列国防军总参谋长。1947年6月1日，雅科夫·多里出任第一任以色列国防军总参谋长。
总参谋长的正式任期为3年，大多數情況下可以再延长1年，所以大部分人的任期實際上為4年，不過也有人延長了2次，即當了5年的總參謀長，也有人3年任期沒到就下台。 
總參謀長卸任後，需要再過三年才能競選以色列议会议员、出任以色列政府部长或出任以色列总理。 